# ريتشارد آدامز (سياسي أمريكي)
ريتشارد آدامز (بالإنجليزية: Richard Adams)‏ هو سياسي أمريكي، ولد في 1939 في تروي في الولايات المتحدة. حزبياً، نشط في الحزب الجمهوري. وقد انتخب عضو مجلس نواب أوهايو.